# 423433 Harsanyi
423433 Harsanyi este o planetă minoră (asteroid) din centura de asteroizi. A fost descoperită pe 29 august 2005 la Piszkéstetői Obszervatórium⁠(d) de  și a fost numită după John Harsanyi. 
Obiectul prezintă o orbită caracterizată de o semiaxă mare de 2,5449135067608 UAi, o excentricitate de 0,2733407875396, o înclinație de 5,1742558609178 ° în raport cu ecliptica.